# Platycleidini
I Platycleidini (Harz, 1969) sono una tribù di  ortotteri della sottofamiglia Tettigoniinae (famiglia Tettigoniidae).

## Tassonomia
La tribù comprende i seguenti generi:
gruppo Metrioptera
- Bicolorana Zeuner, 1941
- Metrioptera Wesmaël, 1838
- Roeseliana Zeuner, 1941
- Sphagniana Zeuner, 1941
- Zeuneriana Ramme, 1951

gruppo Platycleis
- Alticolana Zeuner, 1941
- Eumetrioptera Miram, 1935
- Incertana Zeuner, 1941 (sin.: Decorana Zeuner, 1941)
- Montana Zeuner, 1941
- Parnassiana Zeuner, 1941
- Platycleis Fieber, 1853
- Semenoviana Zeuner, 1941
- Sepiana Zeuner, 1941
- Sporadiana Zeuner, 1941
- Squamiana Zeuner, 1941
- Tessellana Zeuner, 1941

altri generi
- Afghanoptera Ramme, 1952
- Amedegnatiana Massa & Fontana, 2011
- Anabrus Haldeman, 1852
- Anonconotus Camerano, 1878
- Antaxius Brunner von Wattenwyl, 1882
- Anterastes Brunner von Wattenwyl, 1882
- Ariagona Krauss, 1892
- Austrodectes Rentz, 1985
- Broughtonia Harz, 1969
- Bucephaloptera Ebner, 1923
- Chizuella Furukawa, 1950
- Clinopleura Scudder, 1894
- Decticita Hebard, 1939
- Decticoides Ragge, 1977
- Eobiana Bey-Bienko, 1949
- Eremopedes Scudder, 1897
- Festella Giglio-Tos, 1894
- Hermoniana Broza, Ayal & Pener, 2004
- Hypsopedes Bey-Bienko, 1951
- Idiostatus Pictet, 1888
- Inyodectes Rentz & Birchim, 1968
- Koroglus Ünal, 2002
- Modestana Beier, 1955
- Pachytrachis Uvarov, 1940
- Pediodectes Rehn & Hebard, 1916
- Peranabrus Scudder, 1894
- Petropedes Tinkham, 1972
- Plicigastra Uvarov, 1940
- Pravdiniana Sergeev & Pokivajlov, 1992
- Psorodonotus Brunner von Wattenwyl, 1861
- Pterolepis Rambur, 1838
- Raggeana Pener, Broza & Ayal, 1971
- Rammeola Uvarov, 1934
- Rhacocleis Fieber, 1853
- Sardoplatycleis Massa & Fontana, 2011
- Schizonotinus Ramme, 1948
- Steiroxys Herman, 1874
- Vichetia Harz, 1969
- Yalvaciana Çiplak, Heller & Demirsoy, 2002
- Yersinella Ramme, 1933

### Alcune specie

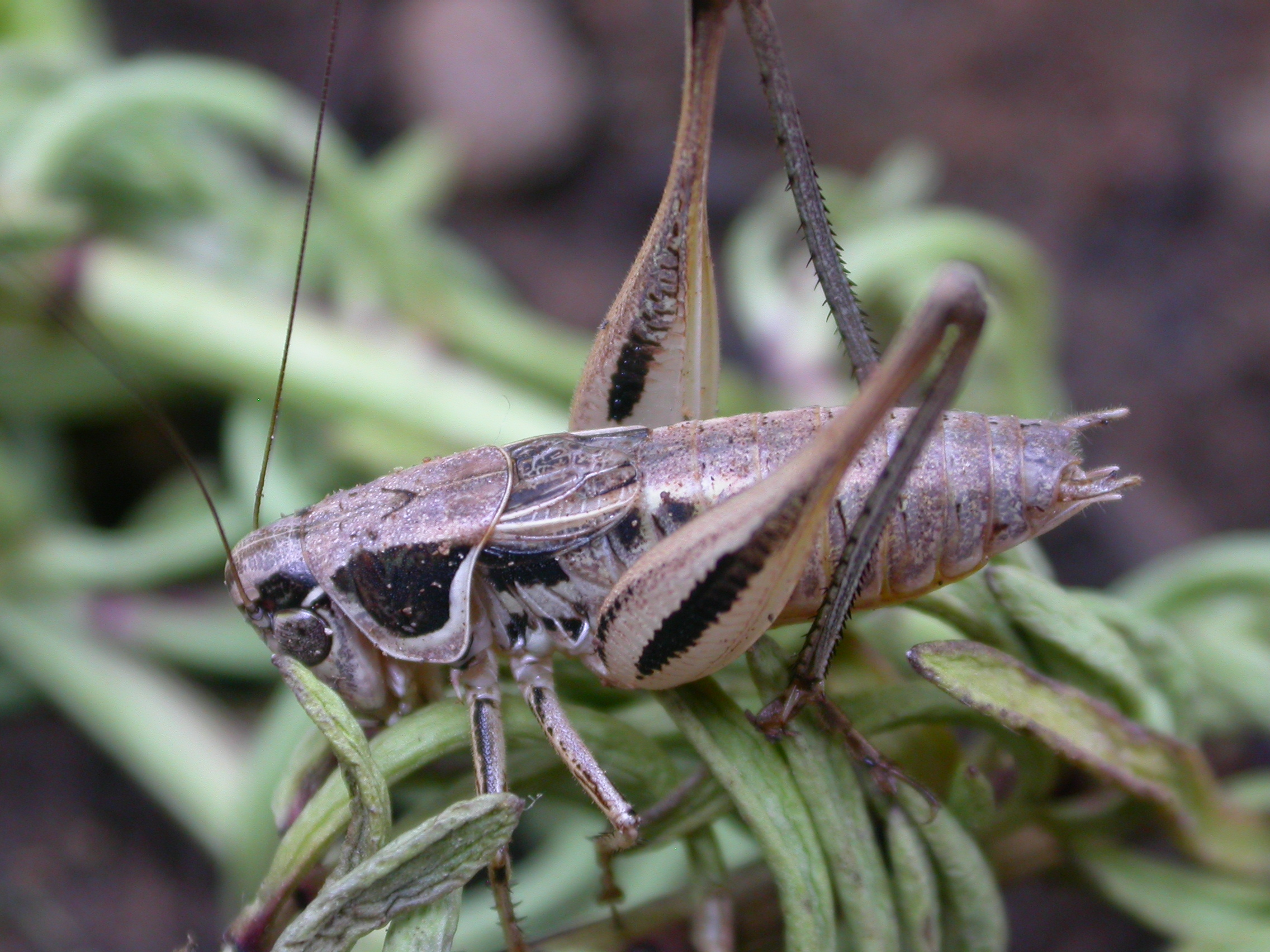
Incertana drepanensis
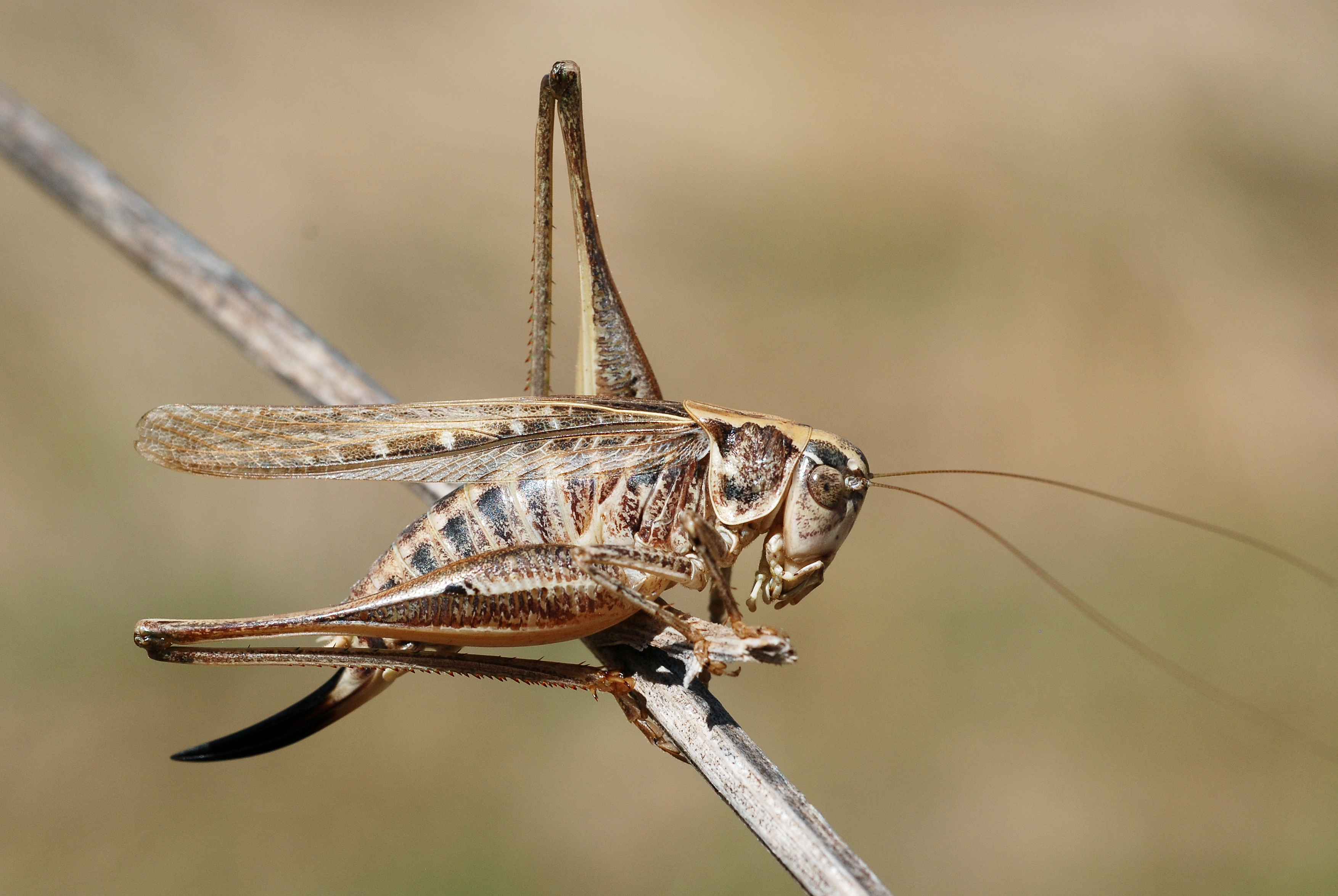
Platycleis affinis
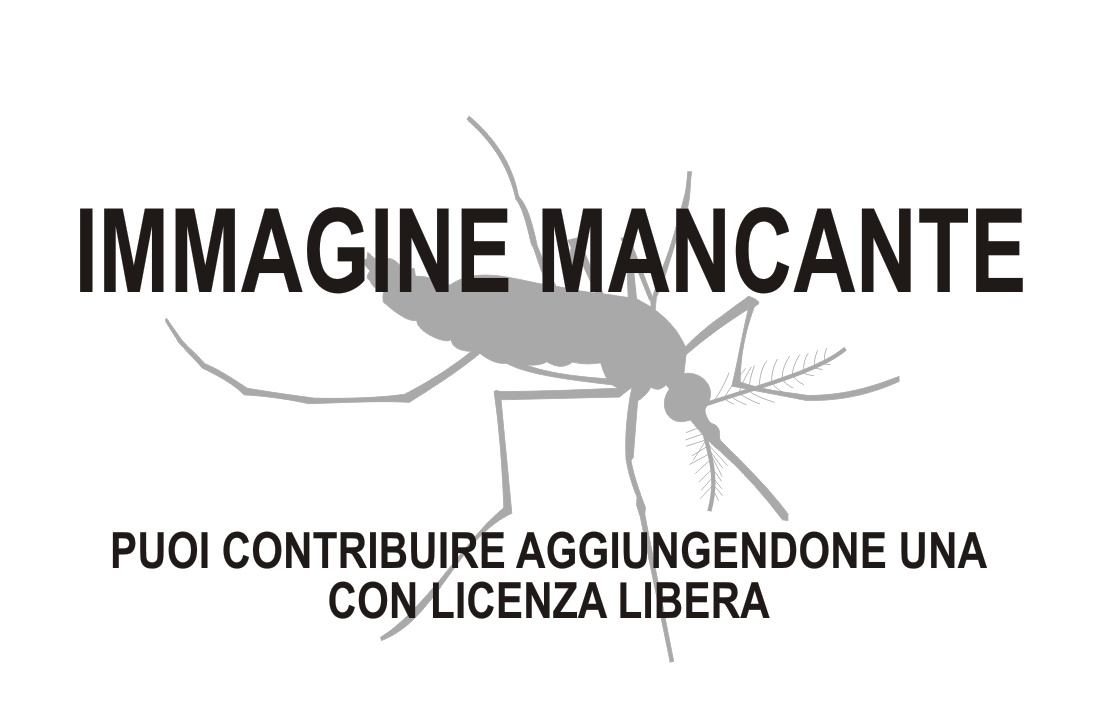
Pterolepis elymica
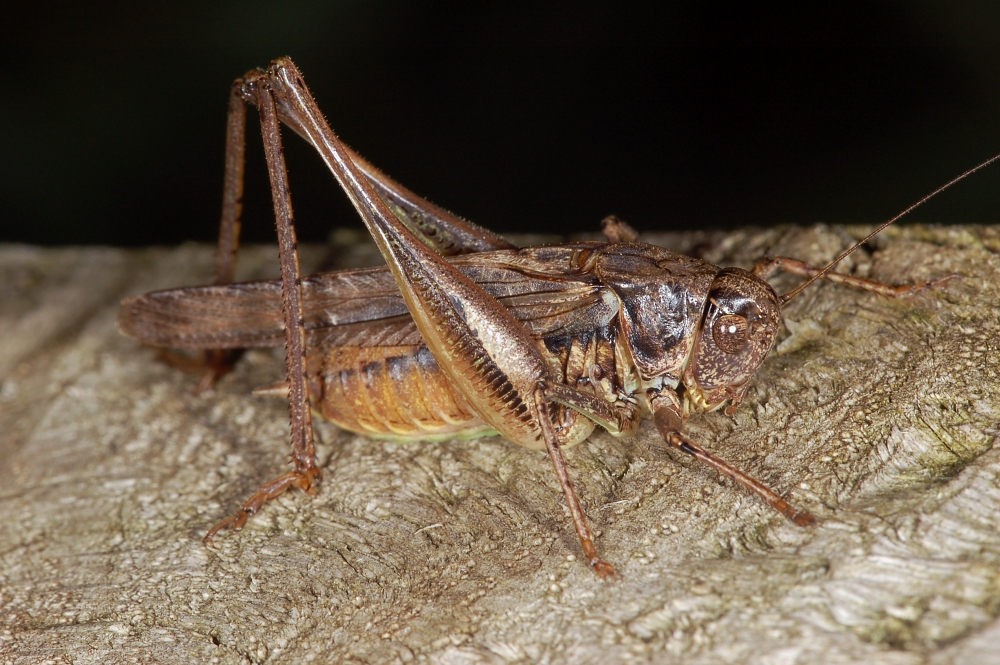
Tessellana tessellata